# Ischiopsopha vicina
Ischiopsopha vicina är en skalbaggsart som beskrevs av Moser 1908. Ischiopsopha vicina ingår i släktet Ischiopsopha och familjen Cetoniidae. Inga underarter finns listade i Catalogue of Life.